# Louré
Pour les articles homonymes, voir loure.
Ne doit pas être confondu avec staccato.

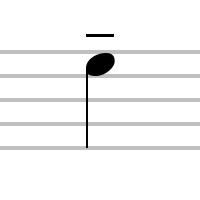
Notation du louré avec un tiret surmontant la note.

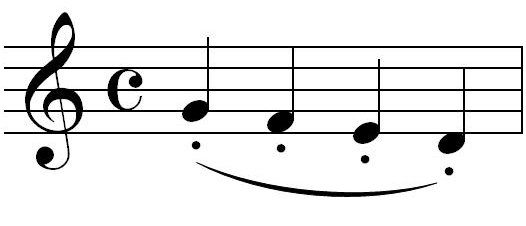
Autre notation avec un point sous la note, surmontant une liaison de phrasé.

Le louré (ou note lourée ou coulé-piqué) est une forme d'attaque d'une note tenue consistant en un détaché léger (silence d'articulation court) par rapport aux notes environnantes en rompant la liaison (ou le coulé) de manière légère et en soutenant le phrasé. Il peut s'apparenter au terme italien tenuto.
La notation associée peut consister soit en un tiret surmontant la note, soit en un point la surmontant sous le signe de liaison. Selon la phrase musicale, le musicien peut choisir de jouer louré les notes en l'absence d'indication d'articulation particulière.
La technique de jeu varie selon les familles d'instruments :
- instruments à vent : Il s'agit d'un type de détaché très léger en prononçant une syllabe douce avec la langue comme « da », « deu » ou « ru » sans relâcher la colonne d'air. « Le louré (s'emploie) pour des effets de douceur. Le louré est encore employé comme agrément ou facilité de certains passages[1]. » ;
- cordes : Ce coup d'archet, utilisé dans les tempos lents, sépare légèrement les notes portées pour les articuler, sans arrêter l'archet[2]. Il est utilisé dans les passages à caractère cantabile ;
- piano : appui légèrement marqué pour détacher la note des autres.
- clavecin, orgue, flûte à bec  : en raison de leur conception, ces instruments dits « inexpressifs » au sens romantique sont capables de jouer des silences d'articulation très courts caractéristiques du détaché louré[3]. Le louré est considéré comme un mode de jeu pour le clavecin comme le staccato

Il est tout à fait possible de mélanger des notes piquées (staccato) et portées (louré) au sein d'un même trait.

## Histoire
« Il importe de savoir que « louré » désigne exactement un certain rythme, effectivement grave et doux, consistant à marquer plus sensiblement la première note de chaque temps, ce procédé étant dicté par le mouvement même de la loure, danse champêtre dont il tire le nom. »

— A. Detourbet, Essai sur la terminologie de la trompe de chasse et la délimitation du ton de vénerie

## Indication de mouvement
« Louré » peut être utilisé comme indication de mouvement seule ou accompagnée (par exemple, moderato louré). Il conviendra de jouer à un tempo pesant en insistant sur les temps forts en se référant éventuellement à l'idée que la danse loure peut évoquer.